# Нуова Ц.А.И. (Верона)
Нуова Ц.А.И. је насеље у Италији у округу Верона, региону Венето.
Према процени из 2011. у насељу је живело 55 становника. Насеље се налази на надморској висини од 14 м.